# Banna (Birdoswald)
Pour les articles homonymes, voir Banna.
Banna, aussi connu aujourd’hui comme le fort romain de Birdoswald, est un ancien camp romain de la province de Britannia, situé non loin de l’extrémité ouest du mur d’Hadrien, dans le civil parish britannique de Birdoswald (en), dans le comté anglais de Cumbria.
Il est situé à une position dominante sur un éperon triangulaire bordée par des falaises au sud et à l’est, surplombant un large méandre de la rivière Irthing. Il est l’un des forts les mieux préservés parmi les seize que compte le mur, et fait partie des propriétés de l’English Heritage.

## Historique

### Période romaine
Le fort est construit peu de temps après le mur d’Hadrien, et occupé par les troupes auxiliaires romaines d’environ 112 à 400 ap. J.-C. Dans les années 130, le premier mur en terre est remplacé par un mur en pierre, construit 50 mètres plus au nord. Le fort de pierre a la forme habituelle des forts romains, avec trois portes à l’est, à l’ouest et au sud ; dedans se trouvent les bâtiments principaux usuels, bâtis en pierre : un prétoire (principia), des greniers (horrea), et de casernes. De manière non-habituelle pour un camp auxiliaire, il comprend aussi un bâtiment d’entraînement (basilica exercitatoria), reflétant peut-être[réf. nécessaire] les difficultés de formation des soldats dans ce site exposé du nord de l’Angleterre. La cohorte I Aelia Dacorum y a stationné aux IIIe et IVe siècles.

### Fouilles

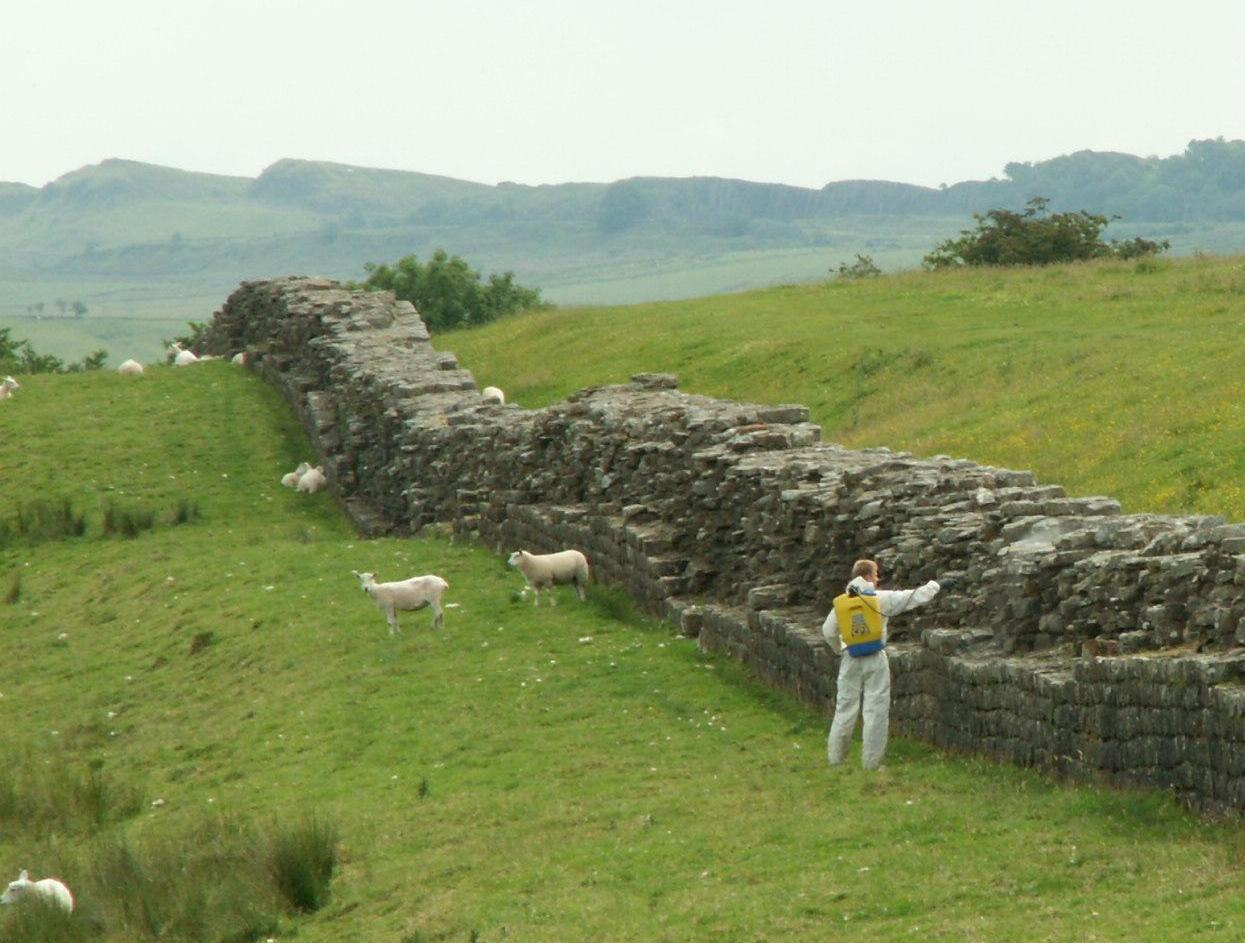
L’homme désherbe la pierre pour la préserver d’une altération biologique.

Des fouilles effectuées entre 1987 et 1992 ont montré un usage ininterrompu des greniers entre l’époque romaine tardive et la fin du VIe siècle, en faisant (jusqu’au moins 2005) le seul fort du mur d’Hadrien où existent les preuves d’une occupation après la période romaine. Les greniers originaux ont été reconstruits en formant deux pièces, ce qui rappelle d’autres forts de Grande-Bretagne des Ve et VIe siècles. Selon Tony Wilmott, directeur des fouilles, le fort a peut-être servi après la période romaine de base à une bande guerrière, peut-être même descendante des soldats romains.
Une vaste étude géophysique, de résistance de la terre et de magnétométrie, a été conduite par l’équipe TimeScape Surveys entre 1997 et 2001. Elle a établi que les fondations du forts sont bien conservées, et a également permis de détecter l’emplacement des thermes voisins, dans la vallée de l’Irthing. D’autres études ont repéré deux agglomérations hors des murs (vici), à l’est et à l’ouest du fort, qui ont été fouillées en janvier 2000 par l’équipe de l’émission télévisée archéologique Time Team réalisée par la chaîne Channel 4.

### Responsabilités
Le Conseil du comté de Cumbria a été responsable du site de Birdoswald de 1984 à la fin de 2004, avant qu’il ne devienne propriété de l’English Heritage, sous la dénomination de « fort romain de Birdoswald » (« Birdoswald Roman Fort ») ; une exposition y met à présent en valeur l’histoire romaine en Grande-Bretagne. Un programme archéologique de longue durée est mené sous la direction de Tony Wilmott.

## Installations romaines
Banna était relié par une voie romaine connue localement sous le nom de Maiden Way au fort romain de Bewcastle, à onze kilomètres au nord. Les deux forts pouvaient communiquer par signaux, depuis deux tours.

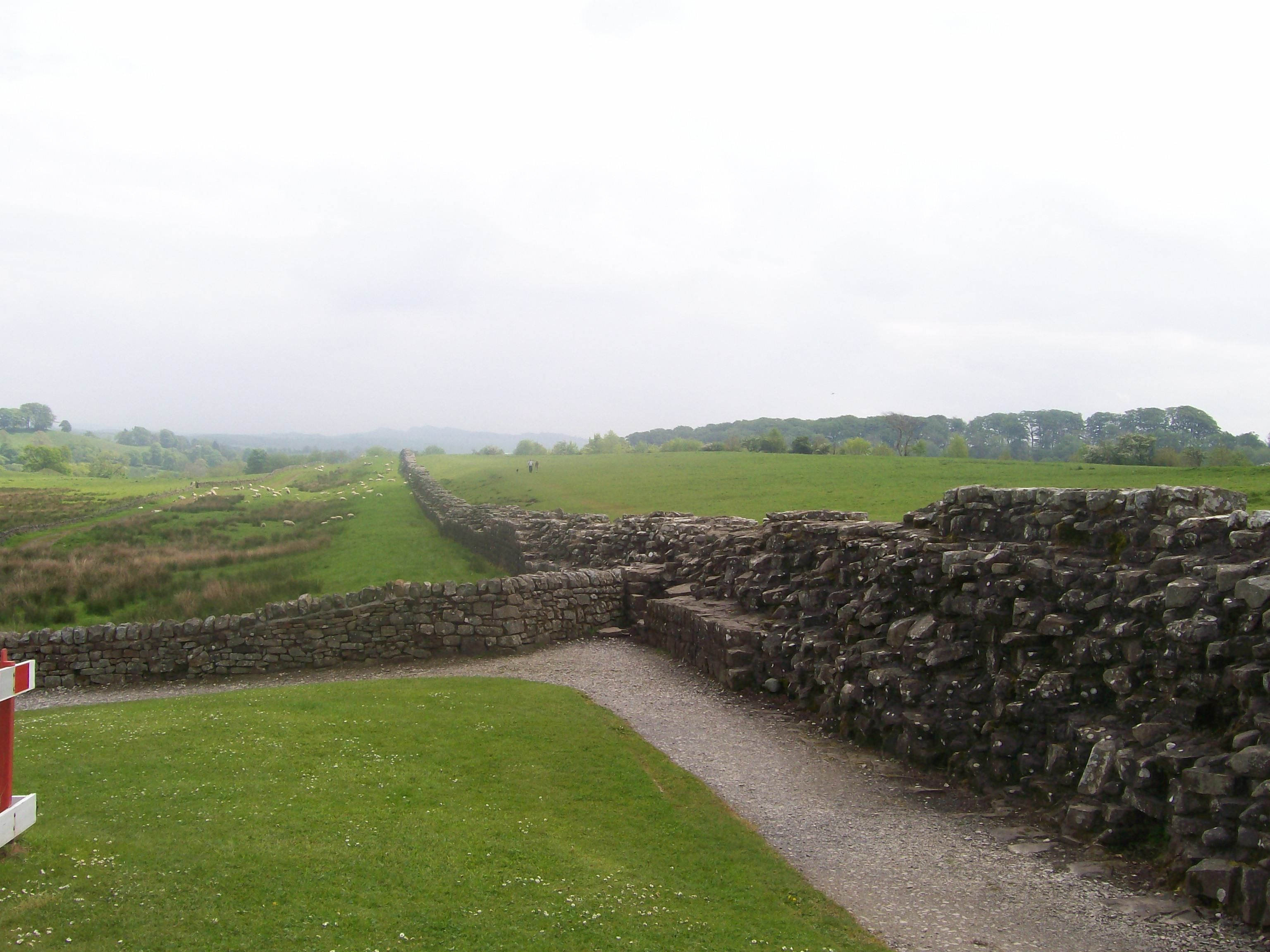
Le mur d’Hadrien non loin de Banna.

Les trois kilomètres du mur d’Hadrien situés de part et d’autre du fort de Birdoswald sont les seules sections connues où le mur de pierre a été bâti sur une ligne différente du mur originel en terre, permettant la comparaison. Le mur de pierre a été bâti à environ 50 mètres au nord, s’alignant sur le mur nord du fort plutôt que sur ses portes est et ouest ; les raisons de ce changement ne sont pas claires, possiblement le résultat d’un changement des besoins de signalisation.
À environ 600 mètres à l’est de Banna, au pied d’un escarpement, se trouve le reste de pont de Willowford, qui faisait passer le mur d’Hadrien au-dessus de l’Irthing. Le glissement vers l’ouest du cours du fleuve au fil des siècles a laissé la culée est du pont à sec, tandis que celle à l’ouest a été détruite, probablement par l’érosion. En 1996, ces ruines ont été rendues accessibles depuis le fort par une passerelle, installée par un hélicoptère Chinook (en) de la Royal Air Force.

## Informations externes
- (en) « Birdoswald Roman Fort - Hadrian's Wall » sur le site de l’English Heritage.
- (en) « Birdoswald Roman Fort » sur le site visitcumbria.com.
- (en) Résumé des fouilles de la Time Team, sur le site de Channel 4.

### Sources
1. 1 2  « Birdoswald » sur le site iromans.co.uk.
2. ↑  Biggins et Taylor 1999 puis 2004.
3. ↑  Woolliscroft 2001.